# Lawton (Michigan)
Lawton is een plaats (village) in de Amerikaanse staat Michigan, en valt bestuurlijk gezien onder Van Buren County.

## Demografie
Bij de volkstelling in 2000 werd het aantal inwoners vastgesteld op 1859.
In 2006 is het aantal inwoners door het United States Census Bureau geschat op 1840, een daling van 19 (-1,0%).

## Geografie
Volgens het United States Census Bureau beslaat de plaats een oppervlakte van
5,9 km², geheel bestaande uit land. Lawton ligt op ongeveer 241 m boven zeeniveau.

## Plaatsen in de nabije omgeving
De onderstaande figuur toont nabijgelegen plaatsen in een straal van 20 km rond Lawton.